# Katharina Gutensohn
Katharina Anna Gutensohn (Kirchberg in Tirol, 22 de marzo de 1966) es una deportista austríaca que compitió en esquí alpino y esquí acrobático.

## Trayectoria
Ganó una medalla de plata en el Campeonato Mundial de Esquí Alpino de 1985, en la prueba de descenso. En la Copa del Mundo consiguió ocho victorias y diez podios en total.
Participó en cuatro Juegos Olímpicos de Invierno, entre los años 1992 y 2010, ocupando el sexto lugar en Albertville 1992 (descenso) y otro sexto lugar en Lillehammer 1994 (supergigante).
Entre 1992 y 1998 compitió bajo la bandera de Alemania. En 1998 dejó el esquí alpino. En 2005 empezó a competir en esquí acrobático, en la modalidad de campo a través, y llegó a disputar tres ediciones de Campeonato Mundial de Esquí Acrobático y los Juegos Olímpicos de Vancouver 2010. Tras estos Juegos se retiró definitivamente de la competición, con casi 44 años.
Estudió el grado de Periodismo Deportivo en la Universidad de Salzburgo, y trabajó como periodista en la cadena ORF.

## Palmarés internacional
| Representando a Austria |                 |                  |          |
| Campeonato Mundial      |                 |                  |          |
| Año                     | Lugar           | Medalla          | Prueba   |
| 1985                    | Bormio (Italia) | Medalla de plata | Descenso |